# Zeitgenössischer Tanz

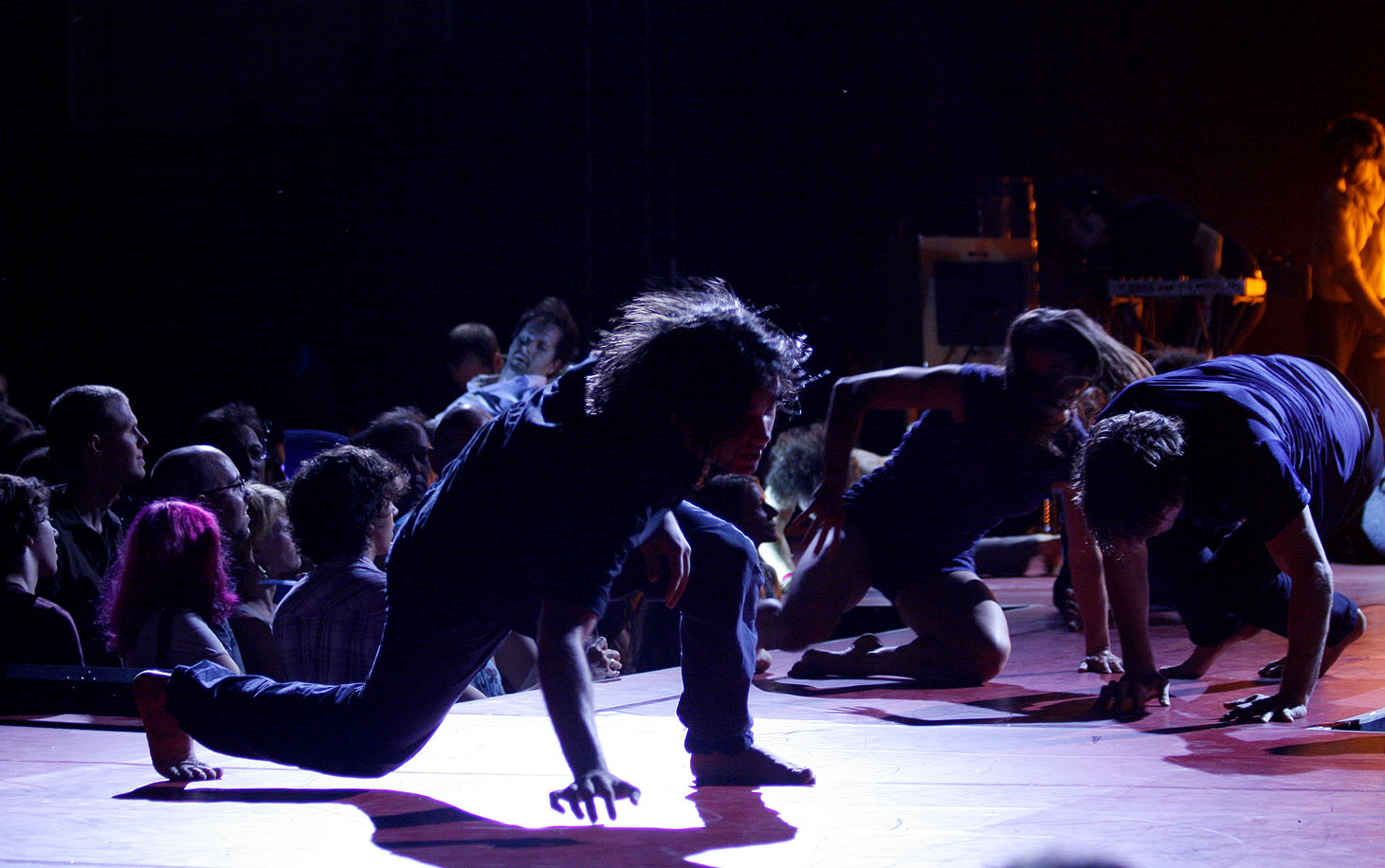
Ultima Vez/Wim Vandekeybus mit Mauro Pawlowski: What's the Prediction? (ImPulsTanz 2010)

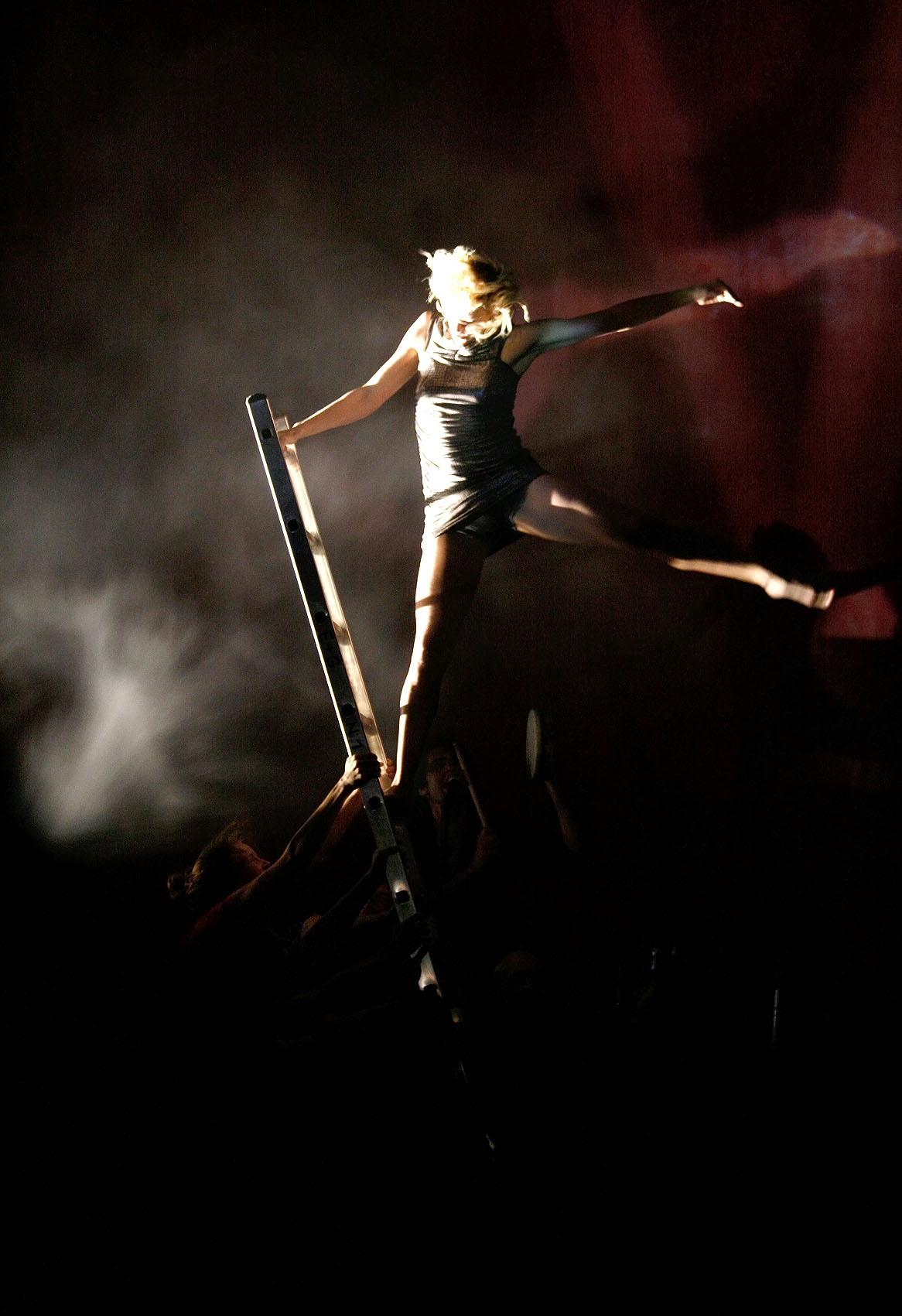
Ultima Vez/Wim Vandekeybus mit Mauro Pawlowski: What's the Prediction? (ImPulsTanz 2010)

Unter dem Sammelbegriff zeitgenössischer Tanz wird im Allgemeinen die choreografische Bühnentanzkunst der Gegenwart verstanden. Auch in anderen
Sprachen hat sich dieser Begriff weitgehend durchgesetzt: Contemporary dance, danse contemporaine, danza contemporánea.

## Historische Entwicklung
In Abgrenzung zum klassischen Ballett wurde der Begriff Modern Dance Anfang des vergangenen Jahrhunderts insbesondere durch die Arbeit der amerikanischen Choreografin Martha Graham geprägt. Etwa zur gleichen Zeit entstand in Deutschland mit großer öffentlicher Resonanz ganz im Zeichen des Expressionismus der deutsche Ausdruckstanz mit wichtigen Vertretern wie Gret Palucca, Mary Wigman, Jean Weidt, oder dem Laban-Schüler Kurt Jooss. Naziherrschaft und Krieg bereiteten der jungen Gattung des Tanzes jedoch ein nachhaltiges Ende. Jean Weidt exportierte den neuen deutschen Ausdruckstanz nach Frankreich und etablierte sich dort mit großem Erfolg. Markantestes Zeitdokument des modernen deutschen Ausdruckstanzes ist der französische Kinoerfolg Der Zauberlehrling von 1933.
Erst in den 1970er Jahren gelang einer Reihe von stilistisch ganz unterschiedlich geprägten Einzelpersönlichkeiten eine neue Popularisierung im weiteren Sinn moderner, künstlerischer Tanzformen: Tom Schilling in Ost-Berlin, Pina Bausch, Susanne Linke und Reinhild Hoffmann in Essen, Johann Kresnik in Bremen und Heidelberg, Jochen Ulrich in Köln, Jessica Iwanson und Birgitta Trommler in München, Dieter Heitkamp (Gründungsmitglied der Tanzfabrik Berlin) und Helge Musial in Berlin und andere mehr.
Seit 1994 bietet die biennal stattfindende Tanzplattform Deutschland ein Forum für den zeitgenössischen Tanz. Im Programmhandbuch werden in 50 Porträts deutsche Choreografen vorgestellt, welche in Zusammenarbeit mit dem Internationalen Theaterinstitut auf dem Internetportal des Goethe-Instituts veröffentlicht werden.
Von 2005 bis 2010 lief der Tanzplan Deutschland, eine bundesweite Initiative der Kulturstiftung des Bundes, die sich zum Ziel gesetzt hat, die öffentliche Wahrnehmung des Zeitgenössischen Tanzes als gleichberechtigtes Genre neben Theater und Oper zu fördern. 12,5 Millionen Euro wurden zur Verfügung gestellt, um vor allem zwei Schwerpunkte zu verfolgen: Tanzplan vor Ort umfasst die Realisierung einer Vielzahl unterschiedlicher Projekte und Aktivitäten in 9 deutschen Städten, die bereits eine aktive Tanzszene haben. „Tanzplan Ausbildungsprojekte“ ermöglicht darüber hinaus die Förderung der Aus- und Weiterbildung im Bereich Zeitgenössischer Tanz.
2007 wurde mit der Iwanson-Sixt-Stiftung zeitgenössischer Tanz erstmals eine Stiftung für zeitgenössischen Tanz in Deutschland gegründet.
Seit August 2010 gibt es darüber hinaus die Stiftung TANZ, deren primäres Ziel die Unterstützung von Bühnentänzern bei ihrem Übergang in einen neuen Beruf ist. Gefördert wird sie von der Kulturstiftung des Bundes im Rahmen von Tanzplan Deutschland.

## Terminologische Vielfalt
Die im Laufe des Jahrhunderts stattfindende ständige Erneuerung der modernen – also nicht klassischen – Tanzkunst wurde mit immer neuen Bezeichnungen charakterisiert. Diese terminologische Entwicklung wurde einerseits seitens der tanzgeschichtlichen Rezeption geprägt, andererseits aber auch bewusst von Choreografen weitergetrieben, die sich damit ästhetisch und pragmatisch zu profilieren wussten: Post Modern Dance, New Dance, Tanztheater, choreografisches Theater, choreografische Oper, Tanz-Tanztheater, neuer Tanz, physical theatre, u. a. In jüngerer Zeit finden immer mehr auch asiatische Tanzformen, Kampfsporttechniken, Forschungsformen und Körperbewusstseinstechniken wie Butoh, Contact Improvisation, Tai Chi, Capoeira oder Yoga ihren Weg in den künstlerischen, zeitgenössischen Tanz.

Eine Reihe von Choreografen/Regisseuren nimmt für ihre Inszenierungen gar völlig vom sogenannten „handwerklichen Aspekt“ des Tanzes Abstand und entwickelt, meist unter Miteinbeziehung interdisziplinärer Arbeitstechniken und Videoinstallationen, eine choreografische Variante der Konzeptkunst. Eine ästhetische oder terminologische Charakterisierung wird somit zunehmend schwieriger. Dementsprechend definiert der Tanzwissenschaftler Johannes Odenthal Zeitgenössischen Tanz wie folgt: 

„Der zeitgenössische Tanz versteht sich nicht auf der Basis nur einer Technik oder ästhetischen Form, sondern aus der Vielfalt heraus. Er sucht Grenzüberschreitungen zwischen den Künsten und bricht immer wieder mit vorhandenen Formen. Zeitgenössischer Tanz in diesem Sinne hat eine offene Struktur, die sich bewusst von festgelegten, linearen Entwürfen der Klassik und Moderne absetzt.“

## Aktuelle Tendenzen
Auf breiter Front ist eine Rückbesinnung auf die ursprünglich emotionale Qualität des Tanzes im traditionellen Dialog zur Musik zu beobachten. Totgeglaubte moderne Klassiker wie die Martha Graham Company oder die Alvin Ailey Dance Company feiern plötzlich wieder internationale Tournee-Erfolge, zeitgenössische Interpreten der klassischen Moderne wie Mats Ek oder Jiří Kylián haben endgültig Einzug in die Repertoires der großen Opernhäuser gehalten, aber auch künstlerisch motivierte Hip-Hop-Gruppen werden auf weltweiten Tourneen umjubelt. Viele Beobachter sehen darin eine Trendwende weg vom theoretisierten Tanz, der in den letzten Jahren auf Festivals gepflegt, vom Publikum hingegen eher zurückhaltend angenommen wurde. Als Beleg dieser Repopularisierung des Tanzes in seinen originären Qualitäten dürfen auch die kommerziellen Erfolge von Filmen wie „Billy Elliot – I Will Dance“, „Rhythm Is It!“, „Pina“ und sogar der Castingshow von Sat.1 „You can dance“ angesehen werden. In dem Dokumentarfilm „Tanz mit der Zeit“ über vier ehemalige Tanzprofis von der Oper Leipzig, welche in einem autobiographischen Tanztheaterstück von Heike Hennig & Co mit 80 Jahren auf die Bühne zurückkehren, ist die übliche Altersgrenze des aktiven Tänzerlebens von Mitte 30 eindrucksvoll aufgehoben.
Die zunehmende Popularität des zeitgenössischen Tanzes spiegelt sich auch darin wider, dass Contemporary seit der 2014-Staffel der RTL-Tanzshow „Let’s Dance“ in das Repertoire der von den Kandidaten darzubietenden Tänze aufgenommen wurde.

## Zeitgenössischer Tanz für Kinder und Jugendliche
Ungeachtet dieser nun bald ein Jahrhundert andauernden Entwicklung des zeitgenössischen Tanzes hat im Bereich der Kinder- und Jugendarbeit das klassische Kinderballett seine Vorherrschaft lange beibehalten können. Erst mit der allgemeinen gesellschaftlichen Neudefinition des Erziehungsideals in den 1980er und 1990er Jahren konnten zeitgenössische Alternativen an Boden gewinnen. Zu erwähnen sind insbesondere der kreative Kindertanz nach Hastings und Ickstadt sowie der mehr technisch orientierte moderne Kindertanz nach Iwanson, die mittlerweile zulasten des traditionellen Kinderballetts zunehmend an Bedeutung gewinnen. Der Tanzplan Deutschland förderte in jüngster Zeit bundesweit Programme, die unter programmatischen Slogans wie Access to Dance oder Tanz macht Schule versuchen, dem zeitgenössischen Tanz auch in der Schule seinen gleichberechtigten Platz zu verschaffen. Tanzplan Deutschland ist ein Projekt der Bundeskulturstiftung, das u. a. unter dem Slogan Junger Tanz Kindern und Jugendlichen Raum und Bühne gibt.
Für tanzinteressierte Jugendliche gibt es heute in ganz Deutschland Schulen, an denen auch sogenannte Jugendtanztage stattfinden, beziehungsweise eine tänzerische Vorausbildung belegt werden kann. Die Kultur- und Tanzwerkstatt in Würzburg veranstaltet biennal die Bayerischen Jugendtanztage, an der Iwanson-Schule zeitgenössischer Tanz in München, an der Folkwang-Schule in Essen oder an der Palucca-Schule in Dresden werden berufsvorbereitende Ausbildungsprogramme angeboten, die gleichzeitig den Besuch eines Gymnasiums ermöglichen.